# Медаль «За службу в Военно-воздушных силах»
Меда́ль «За слу́жбу в Вое́нно-возду́шных си́лах» — ведомственная медаль Министерства обороны Российской Федерации, учреждённая приказом Министра обороны Российской Федерации № 240 от 13 августа 2004 года.

## Правила награждения
Согласно Положению медалью «За службу в Военно-воздушных силах» награждаются военнослужащие за добросовестную службу в течение 20 лет и более в календарном исчислении при условии награждения знаком отличия «За заслуги» или памятным знаком (нагрудным знаком «Войска ПВО страны»).
Награждение лиц, ранее проходивших военную службу в Военно-воздушных силах и Войсках ПВО либо уволенных с военной службы и отвечающих указанным условиям, может производиться в исключительных случаях как факт признания их заслуг перед Военно-воздушными силами и Войсками ПВО.
Награждение медалью производится приказом главнокомандующего Военно-воздушными силами.

## Правила ношения
Медаль носится на левой стороне груди и располагается после медали Министерства обороны Российской Федерации «За отличие в военной службе» I степени.

## Описание медали
Медаль изготавливается из металла золотистого цвета, имеет форму круга диаметром 32 мм с выпуклым бортиком с обеих сторон. На лицевой стороне медали: в центре — рельефное изображение истребителя и трёх зенитных ракет разных модификаций в полёте на фоне силуэта антенны радиолокатора; в верхней части — рельефное изображение малой эмблемы Военно-воздушных сил; в нижней части — рельефное изображение ветви из лавровых листьев. На оборотной стороне медали рельефная надпись: в центре в три строки — «ЗА СЛУЖБУ В ВОЕННО-ВОЗДУШНЫХ СИЛАХ», по кругу в верхней части — «МИНИСТЕРСТВО ОБОРОНЫ», в нижней части — «РОССИЙСКОЙ ФЕДЕРАЦИИ».
Медаль при помощи ушка и кольца соединяется с пятиугольной колодкой, обтянутой шёлковой муаровой лентой шириной 24 мм. С правого края ленты оранжевая полоса шириной 10 мм окаймлена чёрной полосой шириной 2 мм, левее — равновеликие голубая и жёлтая полосы, разделенные между собой красной полосой шириной 2 мм.
Элементы медали символизируют:
- крылья (символ скорости и мобильности) с перекрещенными пропеллером (символ полёта) и зенитной пушкой (символ обороны) — основное содержание деятельности Военно-воздушных сил по защите важных объектов страны и Вооружённых Сил Российской Федерации от ударов с воздуха и космоса и завоевание господства в воздухе;
- истребитель и две зенитные ракеты с антенной радиолокатора (военная техника родов войск Военно-воздушных сил) — поддержание высокого уровня боевой готовности Военно-воздушных сил;
- оранжевая полоса ленты медали, окаймлённая чёрной полосой, — статус медали как ведомственной награды Министерства обороны Российской Федерации;
- голубой и жёлтый цвета ленты (цвета флага Военно-воздушных сил) с красной полосой (верность славным боевым традициям) – предназначение медали для награждения личного состава Военно-воздушных сил.